# Trivicum
Trivicum (selon d'autres hypothèses Trivicus, ou Trivicium) était une colonie romaine, ou peut-être pré-romaine, située dans l'Irpinia  au seuil des Pouilles. Il correspondrait à l'actuel Trevico, province d'Avellino en Campanie.
Mentionné uniquement par Horace, dans son célèbre récit d'un voyage en 37 av. J.-C. le long de la voie Appienne de Rome à Brindisi,  en référence à une vicina Trivici villa où le poète lui-même a passé une nuit, le village devait être situé à la hauteur d'un col des Apennins, dans les monti della Daunia (it) (les montagnes venteuses des Pouilles fouettées par l'effet de foehn, selon la description d'Horace).

## Description
S'il est possible que Trivicum soit une simple villa romaine, il est beaucoup plus probable qu'elle constituait plutôt une colonie romaine relativement plus grande (après tout, le toponyme lui-même semble faire allusion à un triple vicus).... 
Selon certains auteurs il est plausible que Trivicum ait été un véritable oppidum (village fortifié) à l'époque des guerres samnites, et que sa localisation correspondait à celle de l'actuel Trevico, bien que ce centre, connu en latin médiéval sous le nom de Montem de Vico (dérivant peut-être d'une corruption de Monte[m] Trivicu[m]) ou simplement comme vicum, n'a acquis son nom actuel qu'à l'époque moderne.
Cependant, il semble peu probable qu'une colline isolée et imperméable comme celle sur laquelle se trouve l'actuel Trevico ait pu être choisie comme site d'une colonie romaine, qu'elle soit agricole ou commerciale ; en tenant compte de la toponymie, on a en effet émis l'hypothèse que le Trivicum romain pourrait plutôt correspondre au hameau moderne de San Sossio Baronia (anciennement hameau de Vicum jusqu'à la fin du Moyen Âge). Quant à la villa évoquée par Horace, elle aurait plutôt pu se trouver sur les collines proches de Scampitella (ancien hameau de Trevico jusqu'en 1948), du moins à en juger par l'itinéraire décrit par le poète ainsi que par une épigraphe trouvée sur place.
On ne sait pas si la vicina Trivici villa était une véritable villa privée appartenant à quelqu'un de son groupe, ou plutôt une simple taverne. Cependant, Horace rapporte que l'air intérieur était envahi par la fumée (en raison d'un poêle défectueux) et décrit également sa frustration lors d'une réunion manquée avec une fille. Le lendemain, le groupe quitte la villa pour se diriger vers un lieu sans nom, mais très probablement identifié avec la ville des Pouilles de Herdonia ; à partir de ce moment, Trivicum n'est plus mentionné, sauf par le scholiaste Pomponius Porphyrion qui, dans une glose de l'Antiquité tardive ajoutée au même ouvrage d'Horace, écrit Trivici oppidum in fine Campaniae est (L'oppidum de Trivicum/Trivicium/Trivicus est à la frontière de la Campanie), avec une référence probable à la province de Campanie établie au Bas-Empire romain et ayant Capoue pour capitale. 
Cependant, l'appartenance de Trivicum à la province de Campanie a été remise en question par des recherches plus récentes qui émettent l'hypothèse que Porphyrion entendait plutôt faire référence à la situation géographique de l'oppidum du côté tyrrhénien de la péninsule, alors que le territoire de Trivicum était plus probablement inclus dans la province des Pouilles et de Calabre, avec Canusium comme capitale.